# 青森県警察
青森県警察（あおもりけんけいさつ、英: Aomori Prefectural Police）は、青森県に置かれる警察組織またはその本部（英: Aomori Prefectural Police Headquarters）で、青森県内を管轄区域とし青森県警と略される。

## 概要
警察法の規定により青森県知事の所轄の下に置かれる青森県公安委員会の管理に服し、警察庁東北管区警察局（宮城県仙台市）の管轄区域であり、本部長の階級は警視長である。なお、地方警務官以外の警察官などの給与支払者は青森県知事である。

### シンボルマーク
1977年（昭和52年）1月に、青森県警察のシンボルマークとして県民鳥（ハクチョウ）を図案化したものが制定されて、白黒ツートーンカラーのパトロールカー（制服パトカー）の左右ドアに表示されている。

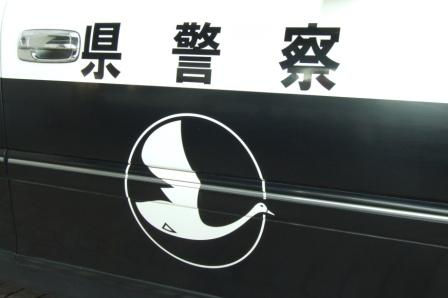

## 所在地
- 青森県青森市新町2丁目3-1

## 沿革
- 1948年（昭和23年）3月7日 - 旧警察法施行に伴い、青森県警察部が廃止され、国家地方警察青森県本部と、青森市警察などの自治体警察に分割される。
- 1954年（昭和29年）7月1日 - 新警察法施行に伴い、青森県警察に再編成される。
- 1983年（昭和58年）：航空隊発足 県警ヘリ「はくちょう」導入（平成17年新型に切り替え）
- 1998年（平成10年）：女性白バイ隊「ホワイトアクセル」結成
- 2003年（平成15年）：暴走族検挙対策 採証用の黒バイ6台導入 通称「ブラックアイ」（青森、八戸、弘前の各署に2台ずつ）

## 本部の組織
- 警務部
  - 理事官
  - 管理官
  - 首席監察官 - 監察官
  - 首席参事官 - 参事官
    - 参事

  - 総務課
    - 公安委員会補佐官
    - 秘書官
    - 情報公開・公文書管理室

  - 広報課
    - 広報官
    - 広聴相談官
    - 警察安全相談室
    - 警察音楽隊

  - 警務課
    - 警務調査官
    - 企画調査官
    - 人事採用企画官
    - 給与管理官
    - 心理専門官
    - 犯罪被害者支援室

  - 教養課
    - 運転技能指導官
    - 術科指導官
    - 取調べ監督室

  - 会計課
    - 監査室
    - 予算統括官
    - 会計指導官
    - 出納調査官
    - 調度調査官

  - 施設装備課
    - 装備指導官
    - 施設調査官

  - 留置管理課
  - 監察課
    - 訟務官
    - 監察調査官

- 総務室
  - 管理官
    - 参事

  - 総務事務推進課
    - 調整指導官
    - 総務事務指導官

  - 厚生課
    - 健康管理指導官

  - 情報管理課
    - 情報セキュリティ対策官
    - 情報管理調査官
    - 照会センター長

- 生活安全部
  - 管理官
  - 首席参事官 - 参事官
  - 生活安全企画課
    - 適正捜査指導官
    - 許可等事務担当室

  - 人身安全対策課
    - 人身安全対策官
    - 児童虐待対策官
    - 人身安全対策支援隊
    - 少年補導統括官
    - 被害少年対策官
    - 少年事件指導官
    - 少年対策室

  - 地域課
    - 地域調査官
    - 雑踏警備実施指導官
    - 地域業務指導室
    - 鉄道警察隊
      - 青森本隊（ＪＲ青森駅構内／青森市）
      - 新青森駅分室（ＪＲ新青森駅構内／青森市）
      - 弘前分駐隊（弘前駅前交番内／弘前市）
      - 八戸分駐隊（八戸駅前交番内／八戸市）

  - 通信指令課
    - 通信指令官
    - 通信指令長

  - 生活保安課
    - 生活保安調査官

  - サイバー犯罪対策課
    - サイバーセキュリティ対策官

- 刑事部
  - 管理官
  - 首席参事官 - 参事官
  - 刑事企画課
    - 刑事指導官
    - 通信傍受指導官
    - 取調べ指導官
    - 証拠物件管理センター

  - 捜査第一課
    - 検視官
    - 広域捜査官
    - 組織窃盗対策官
    - 性犯罪捜査指導官
    - 検視官室

  - 捜査第二課
    - 知能犯捜査指導官
    - 告訴告発捜査指導官
    - 組織犯罪対策官
    - 組織犯罪対策指導官
    - 保護対策官
    - 組織犯罪対策室
    - 特殊詐欺捜査室
    - 知能犯特別捜査隊
      - 八戸分駐隊

    - 組織犯罪特別捜査隊

  - 捜査支援分析課
  - 鑑識課
    - 鑑識指導官
    - 鑑定指導官

  - 科学捜査研究所
    - 総括研究管理官
    - 研究管理官

  - 機動捜査隊
    - 青森方面隊（青森市）
    - 弘前方面隊（弘前市）
    - 八戸方面隊（八戸市）
    - 広域機動捜査班

- 交通部
  - 管理官
  - 首席参事官 - 参事官
  - 交通企画課
    - 交通行政官
    - 交通事故分析官
    - 交通企画官

  - 交通規制課
    - 交通管制官
    - 交通規制官

  - 交通指導課
    - 交通事故事件捜査統括官
    - 交通事故鑑識官
    - 被害者連絡調整官

  - 運転免許課
    - 運転免許調査官
    - 交通聴聞官
    - 自動車運転免許試験場
      - 青森県運転免許センター（青森市）
      - 八戸自動車運転免許試験場（八戸警察署内／八戸市）
      - 弘前自動車運転免許試験場（弘前市）
      - むつ自動車運転免許試験場（むつ警察署内／むつ市）

  - 交通機動隊
    - 青森方面隊（青森市）
    - 弘前方面隊（南津軽郡藤崎町）
    - 八戸方面隊

  - 高速道路交通警察隊
    - 青森本隊（青森市）
    - 碇ヶ関分駐隊（平川市）
    - 八戸分駐隊（八戸市）

- 警備部
  - 管理官
  - 首席参事官 - 参事官
  - 警備第一課
    - 警備調査官

  - 警備第二課
    - 警備指導官
    - 災害対策室
    - 警察航空隊（隊本部：青森空港内／青森市）
    - 航空操縦統括官
    - 航空整備統括官

  - 警衛対策課
  - 外事課
    - 外事指導官

  - 機動隊（隊本部：青森市）
    - 警備対策統括官
      - むつ分駐隊

- 青森県警察学校（校舎／青森市）
  - 学校長
    - 学校調査官

## データ
- 警察署数 - 18
- 職員数 - 2240人（女性75人）
- パトカー - 339台（ミニ135台）
- 白バイ - 47台
- 船舶 - 1隻
  - 青1 みちのく 八戸 23m型
- 警察ヘリコプター - 1機

## 警察署
県内に警察署は17署。うち2署（青森警察署、八戸警察署）が大規模署であり、署長の階級は警視正である。
| ※    | 地域 | 地域 | 警察署                 | 所在地                           | 管轄区域                                           | 前身             |
| ---- | ---- | ---- | ---------------------- | -------------------------------- | -------------------------------------------------- | ---------------- |
| 青森 | 津軽 | 東青 | 青森警察署（大規模署） | 青森市安方2丁目                  | 青森市の一部（旧浪岡町を除く地域）、東津軽郡平内町 |                  |
| 青森 | 津軽 | 東青 | 青森南警察署           | 青森市浪岡大字浪岡字淋城         | 青森市の一部（旧浪岡町域）                         | 浪岡警察署       |
| 青森 | 津軽 | 東青 | 外ヶ浜警察署           | 東津軽郡外ヶ浜町字蟹田中師苗代沢 | 東津軽郡外ヶ浜町、今別町、蓬田村                   | 蟹田警察署       |
| 青森 | 津軽 | 中南 | 弘前警察署             | 弘前市大字八幡町3丁目            | 南津軽郡藤崎町、北津軽郡板柳町                     |                  |
| 弘前 | 津軽 | 中南 | 弘前警察署             | 弘前市大字八幡町3丁目            | 弘前市、中津軽郡西目屋村                           |                  |
| 弘前 | 津軽 | 中南 | 黒石警察署             | 黒石市北美町2丁目                | 南津軽郡田舎館村                                   |                  |
| 青森 | 津軽 | 中南 | 黒石警察署             | 黒石市北美町2丁目                | 黒石市、平川市、南津軽郡大鰐町田舎館村             |                  |
| 青森 | 津軽 | 西北 | 五所川原警察署         | 五所川原市字栄町                 | 五所川原市、北津軽郡鶴田町、中泊町                 |                  |
| 青森 | 津軽 | 西北 | つがる警察署           | つがる市木造千代町               | つがる市                                           | 木造警察署       |
| 青森 | 津軽 | 西北 | 鰺ケ沢警察署           | 西津軽郡鰺ヶ沢町大字本町         | 西津軽郡鰺ヶ沢町、深浦町                           |                  |
| 青森 | 南部 | 下北 | むつ警察署             | むつ市中央1丁目                  | むつ市、下北郡東通村                               | 大湊田名部警察署 |
| 青森 | 南部 | 下北 | 大間警察署             | 下北郡大間町大字大間字大間       | 下北郡大間町、佐井村、風間浦村                     |                  |
| 青森 | 南部 | 上北 | 野辺地警察署           | 上北郡野辺地町字新町裏           | 上北郡野辺地町、横浜町、六ヶ所村                   |                  |
| 八戸 | 南部 | 上北 | 七戸警察署             | 上北郡七戸町字大沢               | 上北郡七戸町、東北町                               |                  |
| 八戸 | 南部 | 上北 | 十和田警察署           | 十和田市西六番町                 | 十和田市、上北郡六戸町                             |                  |
| 八戸 | 南部 | 上北 | 三沢警察署             | 三沢市平畑1丁目                  | 三沢市、上北郡おいらせ町                           |                  |
| 八戸 | 南部 | 三八 | 八戸警察署（大規模署） | 八戸市城下1丁目                  | 八戸市、三戸郡階上町                               |                  |
| 八戸 | 南部 | 三八 | 五戸警察署             | 三戸郡五戸町字下モ沢向           | 三戸郡五戸町、新郷村                               |                  |
| 八戸 | 南部 | 三八 | 三戸警察署             | 三戸郡三戸町大字同心町字金堀     | 三戸郡三戸町、南部町、田子町                       |                  |

※警察車両のナンバー地名表記は七戸・十和田・三沢・八戸・五戸・三戸の6署の配置車が「八戸」、弘前署（弘前市、西目屋村）の配置車が「弘前」（ご当地ナンバー）、それ以外の署の配置車は「青森」である。

## 警察歌
- 「青森県警察歌」
  - 作詞：黒沢三郎[2]
  - 作曲：明本京静

国警青森県本部時代の1950年（昭和25年）8月に制定。

## マスコットキャラクター
- アピー君
- レピーちゃん
- アンナちゃん（むつ警察署）
- まもるくん（八戸警察署）

## 交通信号機の特徴
青森県が採用している車両用交通信号機は、従来すべてレンズ内径が30cmに統一されていたが、近年信号機のLED化が進み、低コスト型の25cm径も採用されている。
ただし、風雪による信号灯器への着雪の問題は、フラット型灯器を採用したり、信号機に角度を付けるなどして対応しているが、未だ根本的な解決に至っていない。
積雪の多い津軽・下北地方は日本海側仕様のタテ型車両用信号機が用いられているが、積雪の少ない三八上北地方（八戸・三戸・五戸・三沢・十和田・七戸の各署管内）ではヨコ型車両用信号機が用いられている（ただし七戸署管内でも七戸町の旧天間林村域、上北郡東北町の旧町域=乙供・千曳地区、十和田署管内でも十和田市の旧十和田湖町域&十和田湖畔地区、五戸署管内でも五戸町の旧倉石村域、新郷村、三戸署管内の田子町西部地区は積雪が多いことからタテ型）。
岐阜県警察、滋賀県警察、兵庫県警察も降雪量に応じてタテ型地域とヨコ型地域に分かれる。

## 主な事件
- 1953年（昭和28年）12月12日 - 青森県新和村一家7人殺害事件
- 1962年（昭和37年）12月10日 - 鯵ヶ沢事件
- 1969年（昭和44年）11月13日 - 岩崎・能代事件
- 1975年（昭和50年）7月15日 - 濁川事件
- 2001年（平成13年）5月8日 - 武富士弘前支店強盗殺人・放火事件

### 未解決
| 事件名                     | 発生           | 概要 | 捜査 |
| -------------------------- | -------------- | --- | ---- |
| 板柳町住職夫婦殺害放火事件 | 1885年7月27日  | 寺院で火災が発生し、焼け跡から住職夫婦の斬殺死体が発見された。事件の約1週間前から付近で浪人風の男が徘徊していたため、付近の住民は寺を当番制で警戒していたが、当日は用事で当番の人が不在だった。事件後男は姿を消したという。 | 時効 |
| 八戸市女子中学生刺殺事件   | 1993年10月27日 | | 時効 |

## 不祥事・トラブル
- 黒石警察署で警備課長の51歳の男性警部、57歳の男性警部補、33歳の男性巡査部長の3人が、2012年7月から9月にかけ、部下の32歳の男性巡査長に対し、仕事上の不手際を理由に、机を叩いたり腹部を殴るなどの暴力行為を行ったり、「お前はバカだから辞めろ」などの暴言を繰り返したりしたほか、始末書を21回に亘り書かせ、退職の強要も行なった。県警は警部を減給100分の10、警部補と巡査部長を戒告の処分とし、当時の同署長についても、監督責任を問う形で本部長注意となった[4]。
- 2013年5月-7月 - 県警本部の男性巡査部長（35歳）が警察署に勤務していた2013年5～7月に20代の部下の女性に対し、LINEで一方的に非難したり、「超大好き」などと書いたメッセージを送ったほか、直接「頭おかしいんじゃないか」などと失敗を責め立てたり、頭突きなどの暴行を加えたりした。県警は男性巡査部長を停職1ヵ月の懲戒処分にした[5]。
- 県警は2001年から公式ウェブサイトで、紙製の拳銃の作り方を公開していた。しかし2014年5月に3Dプリンターで殺傷能力のある拳銃が作られた事件（3Dプリンター銃製造事件）が発生したのを受け、批判の電子メールが県警に多数寄せられるようになったため、県警は公開を取り止めた[6]。
- 2016年7月 - 男性警部（50代）が、「パワハラ」などと書いたメモを残して首をつって死亡しているのが見つかった。県警は現場の状況から自殺の可能性が高いとみて、関係者への聞き取りを進めている[7]。
- 2017年4月ごろー2018年11月27日 - 男性巡査長（30代）が、上司２人から平手でたたかれるなどのパワーハラスメントを受けていた。県警は2018年12月、男性警部（50代）を本部長訓戒、巡査部長（30代）を本部長注意の懲戒処分にした。男性警部は2017年4月ごろから2018年11月27日の間、勤務時間中に複数回、被害者の男性巡査長の頭を平手で叩き、職務経歴をからかう暴言を吐いた。また2018年4月ごろ、巡査部長は飲食店で被害者の男性巡査長の顔を1回平手打ちした。また監督責任を問い、男性警視（40代）も所属長注意の懲戒処分となった[8]。
- 2018年4月 - 県警の警察署の男性警官3人が4月、飲酒運転やセクハラなどで本部長訓戒や本部長注意の懲戒処分を受ける。男性巡査長（20代）が女性と不倫した上、自家用車を飲酒運転して訓戒。男性巡査部長（30代）は業務で知り合った女性を飲食店に誘い、そのまま女性宅に行き訓戒。別の男性巡査部長（30代）は飲食店で知人女性の手を握ったり、肩に腕を回したりするセクハラ行為で注意処分[9]。
- 2019年1月 - パトカーが路肩に停車していた車に衝突し、乗っていた同市の20代女性に怪我をさせた。県警は事故を公表していなかった。女性は県に対し約160万円の損害賠償を求め青森地方裁判所八戸支部に提訴。県警監察課次長は「通常の事故と同様、怪我の程度などを考慮し公表しなかった」と説明した[10]。
- 2019年10月28日 - 28日、県警は津軽地方の警察署所属の巡査長（20代）が2月15日と4月11日、補導した少年の頬を複数回平手打ちしたとして、所属長訓戒の懲戒処分した。県警は特別公務員暴行陵虐の疑いで巡査長を調べていたが、被害者及び被害者家族が処罰を求めていないなどとして立件を見送った[11]。
- 2020年1月～3月ごろ - 津軽地方の警察署の男性巡査部長（20代）が1～3月ごろ、県内で少女にわいせつな画像を撮影させ、自分のスマートフォンに送らせた。6月中旬に複数の情報提供があり、県警は児童買春、児童ポルノに係る行為等の規制及び処罰並びに児童の保護等に関する法律違反（製造）事件として捜査していたが「十分な証拠が集まらなかった」として立件は見送った。7月7日、男性巡査部長を減給100分の10（6ヵ月）の懲戒処分とした。男性巡査部長は依願退職[12]。
- 2020年6月26日 - 県警察本部の男性巡査部長（40代）が、缶チューハイ数本を飲んで軽乗用車を運転し十和田市伝法寺の国道4号と市道の交差点で赤信号で停車していた乗用車に追突したが、事故を通報せずにその場から逃げ去った。乗用車を運転していた女性（50代・首に全治3週間の軽傷）から通報を受けた十和田警察署がおよそ1時間後に男性巡査部長の身柄を確保。検査したところ基準値を超えるアルコールが検出され、男性巡査部長も飲酒運転を認めた。県警は7月30日付で男性巡査部長を危険運転致傷と道路交通法違反の疑いで青森地方検察庁八戸支部に書類送検。また、同日付で男性巡査部長を懲戒免職処分とした[13][14]。
- 2021年1月14日（処分日）- 津軽地方の警察署勤務の男性巡査（20代）が、飲酒運転の車に同乗したとして、弘前警察署が男性巡査を道交法違反（同乗）の罪で青森地方検察庁弘前支部に書類送検。県警は同日、男性巡査を停職1ヵ月の懲戒処分とした。男性巡査は同日付で依願退職[15]。
- 2023年1月16日 午前0時過ぎ - 男性客からタクシー運転手に対する傷害事件について、津軽地方の警察署に勤務する女性巡査部長（30代）が、被害者であるタクシー運転手に「微罪処分」を促し被害届を出す意思を示した被害者の意向を尊重しなかった。青森県警は、女性巡査部長に対して、本部長注意処分とした。